# Annwn (Band)
Annwn ist eine deutsche Mittelalter- und Pagan-Folk-Band aus Nordrhein-Westfalen, die ursprünglich als Duo mit Gastmusikern gegründet wurde.

## Geschichte
Die Band wurde 2006 von Sabine Hornung und Tobias von Schmude gegründet. Abgeleitet ist der Bandname von Annwn – der Anderswelt in der inselkeltischen Mythologie. Ein Jahr später erschien ihr erstes Album Orbis Alia. Nachdem anfangs Gastmusiker wie Jule Bauer an der Nyckelharpa und Rahmentrommel, Reiner Jungmann an der Drehleier und Sarah Freywald an den Flöten tätig waren, wurden für das zweite Album neue Musiker für eine feste Besetzung gewonnen. Dazu gehören: Barbara (Cello), Eva (Violine, Bratsche), Christoph Kammer (Perkussion, Violone, Cister, Gesang), Chrissy (Flöten) und Dirk Freyer, der die Gruppe bei ihrem elektrischen Bühnenprogramm mit Orchester- und Chorsamples unterstützt.
2014 schied Tobias von Schmude aus der Band aus und die Band formierte sich neu. Es kamen Bettina Witzel (Flöten, Gemshorn), Jonas Liesenfeld (Geige, Nyckelharpa, Gesang), Anne Höltzenbein (Drehleier, Geige, Saz, Gesang), Arne Harder (Guitarrón, Barocklaute, Cister, Oud, Gesang) und Anja Herrmann (Perkussion, Gesang) dazu.

## Stil
Harfe und Gesang stehen im Mittelpunkt der Arrangements, die durch Hinzunahme weiterer Instrumente erweitert werden.

## Diskografie
Alben:
- 2007: Orbis Alia (Curzweyhl)
- 2009: Aeon (Galileo MC)
- 2016: Enaid (Galileo MC)

Kompilationsbeiträge:
- 2007: Palästinalied auf Spielmanns Tränen II (Zillo)[2]
- 2007: Douce Dame Jolie auf Adventon Vol. 1 (Totentanz)[3]
- 2007: Madre Deus auf Cold Hands Seduction Vol. 69 (Heftbeilage Sonic Seducer)[4]
- 2007: Ay Linda Amiga auf Miroque Vol. XIV (Totentanz)[5]
- 2007: Madre Deus und Douce Dame Jolie auf Mittelalter: Medieval Spirits (ZYX Music)[6]
- 2008: Quen A Omagen auf Miroque – Romantisches Mittelalter II (Totentanz)[7]
- 2008: La Rosa Enflorece auf Cold Hands Seduction Vol. 81 (Heftbeilage Sonic Seducer)[8]
- 2008: Palästinalied (inkl. Exklusiv-Interview) auf Cold Hands Seduction Vol. 85 (DVD-Heftbeilage Sonic Seducer)[9]
- 2009: Swan Maiden auf Miroque Vol. XVI (Totentanz)[10]
- 2009: Exklusiv-Studiobericht auf Cold Hands Seduction Vol. 97 (DVD-Heftbeilage Sonic Seducer)[11]
- 2010: Swan Maiden auf Best Of Pagan Folk (Screaming Banshee/Al!ve)[12]
- 2010: Douce Dame Jolie auf Cold Hands Seduction Vol. 102 (DVD-Heftbeilage Sonic Seducer)[13]
- 2012: E Parrez Langonned auf Picturae Magicae (DVD-Heftbeilage Zillo Medieval)[14]
- 2012: Ailein Duinn auf Musica Keltika Vol. 1 (Banshee Records)[15]
- 2012: La Rosa Enflorece auf Cold Hands Seduction Vol. 126 (DVD-Heftbeilage Sonic Seducer)[16]
- 2013: La Rosa Enflorece auf Cold Hands Seduction Vol. 144 (DVD-Heftbeilage Sonic Seducer)[17]
- 2015: Swan Maiden [Live] auf Sonderedition Mittelalter-Musik 5 (DVD-Heftbeilage Sonic Seducer)[18]